# Catedral Anglicana da Santíssima Trindade (Porto Alegre)

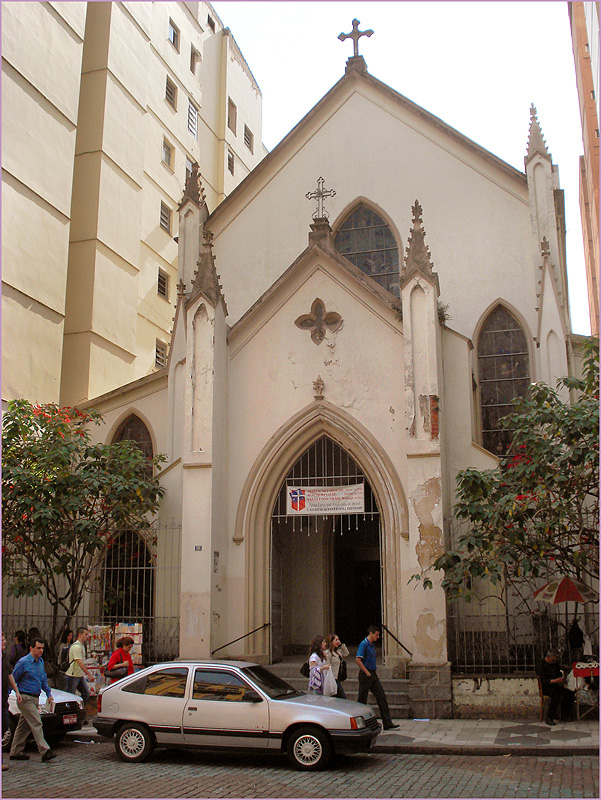
Catedral da Santíssima Trindade.

A Catedral Anglicana da Santíssima Trindade, localizada à rua dos Andradas nº 880, é um templo da Igreja Episcopal Anglicana do Brasil (IEAB) na cidade de Porto Alegre, Brasil. Ela é ao mesmo tempo a sé episcopal da Diocese Anglicana Meridional e a Catedral Nacional da IEAB, a 19ª Província da Comunhão Anglicana. Foi o primeiro templo episcopal do Brasil.

## História
Em 21 de abril de 1890 chegaram a Porto Alegre os missionários Lucien Lee Kinsolving e James Watson Morris, celebrando o primeiro culto na cidade numa casa alugada no Caminho Novo, em 1 de junho, sendo esta data considerada a data oficial do estabelecimento da Igreja Episcopal no país. A casa deu origem à Capela da Trindade. Em maio de 1891 foi alugado outro edifício na Rua Riachuelo, que serviu de capela e recebeu a denominação de Bom Pastor, transferindo-se pouco depois para a Rua da Praia. Em 1898 as capelas do Bom Pastor e da Trindade foram fundidas, sendo as precursoras da presente Catedral.

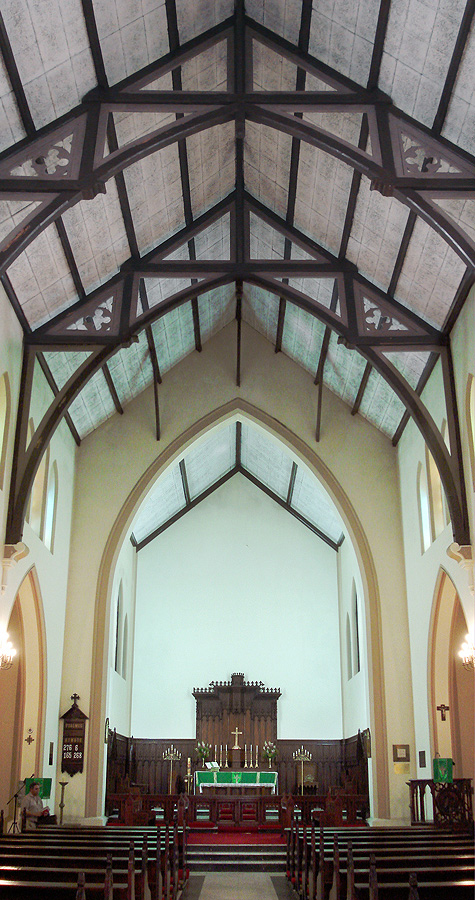
Nave central e capela-mor.

Em 5 de julho de 1900 foi assinada a escritura de compra do terreno. Em 25 de outubro, às 14h, foi lançada a pedra fundamental, com a presença de autoridades civis, religiosas e militares, incluindo o Intendente José Montaury e integrantes do Conselho Municipal e do corpo consular de Porto Alegre, bem como de membros da comunidade. Este templo foi o primeiro erguido pela Igreja Episcopal no Brasil, e sua dedicação à Santíssima Trindade comemora o dia em que foi realizado, pelos Reverendos Morris e Kinsolving, o primeiro serviço anglicano em Porto Alegre, em 1 de junho de 1890, dia da Santíssima Trindade no calendário cristão.
O projeto teve autoria do missionário John Gaw Meen, sendo Rudolf Ahrons o responsável pela parte técnica e Francisco Tomatis o construtor. O desenho inicial foi simplificado, originalmente incluía uma torre na fachada, que não veio a ser levada a cabo por falta de recursos. A consagração do templo se deu em 10 de maio de 1903.
Na década de 1920 foi acrescentado um retábulo em madeira entalhada. Na década seguinte foram sendo incluídos vitrais, doados por membros da comunidade e confeccionados pela Casa Genta. Em 1945 foi instalada uma galeria para o coro acima da entrada. Em 31 de dezembro de 1949 a capela foi elevada à categoria de Catedral, sendo desde então a sede da Diocese Meridional da Igreja Anglicana no Brasil. Em 1957 foi feita uma reforma no piso, sendo substituído o de madeira por ladrilhos. Em data não registrada foi trocada a cobertura de telhas de barro por outras metálicas. O sistema de iluminação atual foi instalado na década de 1970 e os lustres são obra de Jaury Lopes dos Reis, cada um com 7 velas a recordar os Sete Dons do Espírito Santo.
Em 1977 a Catedral foi incluída pela Prefeitura no Inventário dos Bens Imóveis de Valor Histórico e Cultural e de Expressiva Tradição e em 1981 foi tombada.
Na década de 2000 o prédio foi restaurado, sendo entregue à comunidade em 2008, tendo financiamento do Programa Monumenta, do Banco Interamericano de Desenvolvimento e da Prefeitura, em parceria com a Unesco e a Caixa Econômica Federal.
Em 2013 a Catedral sediou a primeira bênção de fim de ano inter-religiosa realizada em Porto Alegre, organizada pelo Grupo de Diálogo Inter-Religioso de Porto Alegre, reconhecido pelo município como Patrimônio Espiritual de Porto Alegre, e integrado por lideranças das religiões católica, espírita, judaica, budista zen, budista tibetana, islâmica, bahái, umbanda e cultos afro-brasileiros, anglicana e luterana.

## O edifício

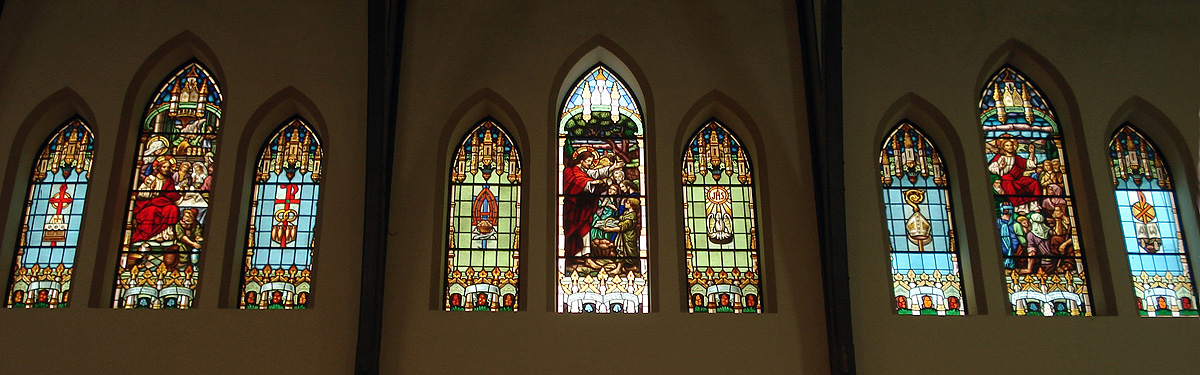
Clerestório na nave central.

Seguindo uma linha neogótica simplificada, a fachada, erguida sobre um pequeno embasamento de pedras rústicas, tem um pórtico com uma grande porta em arco de ogiva com frontispício sem adornos outros além de dois pequenos pináculos laterais com espinhas e um óculo quadrifólio ao centro, e uma cruz metálica no vértice superior. O pórtico se junta ao corpo da igreja, que imita o desenho do pórtico em escala maior, com três grandes janelas em arco decoradas com vitrais e acrescido de duas naves laterais também com pináculos semelhantes nas extremidades.
No interior a nave central é elevada, com decoração discreta, bancadas para a congregação, um coro sobre a entrada, um clerestório com janelas em ogiva agrupadas de três em três, sendo que as centrais são maiores, todas oclusas com vitrais confeccionados pela Casa Genta. As naves laterais abrem para a central através de arcos também em ogiva, de pilares lisos.
Destacam-se ainda um vigamento aparente, com grandes arcos de madeira e metal sustentando o forro em duas águas, e o retábulo incluso no revestimento de lambris da capela-mor, um raro conjunto de talha em madeira em estilo gótico inglês, tendo sido o primeiro elemento tombado pelo Patrimônio Histórico do Município, separadamente do restante da igreja.